# Dimitar Milanow
Dimitar Milanow Stojanow (bulgarisch Димитър Миланов Стоянов; * 18. Oktober 1928 in Sofia; † 1995 ebenda) war ein bulgarischer Fußballspieler.

## Sportlicher Werdegang
Milanow spielte nach dem Zweiten Weltkrieg zunächst für Botew Sofia und Septemwri Sofia. Mit dem Klub gewann er in der nach Pokalmodus ausgetragenen Meisterschaftsspielzeit 1948 den Titel, ehe die Mannschaft nach sowjetischem Vorbild umorganisiert wurde und im ZSKA Sofia aufging. Bis 1960 lief Milanow für den neuen Klub auf und gewann in dieser Zeit neun weitere Meistertitel in der zwischenzeitlich fortgesetzten A Grupa sowie dreimal den bulgarischen Landespokal. In der Spielzeit 1948/49 mit elf und der Spielzeit 1951 mit 13 Saisontoren wurde er jeweils nationaler Torschützenkönig.
Zwischen 1949 und 1959 lief Milanow in 39 Länderspielen für die bulgarische Nationalmannschaft auf, dabei erzielte er 19 Tore. Mit der Auswahlmannschaft nahm er an den Olympischen Sommerspielen 1952 und 1956 teil, bei Letzteren teilte er sich mit Todor Veselinović und Neville D’Souza mit je vier Turniertreffern den Titel des Torschützenkönigs. Dabei führte er die Mannschaft ins Halbfinale, ehe sie nach dem Ausscheiden nach Verlängerung gegen den späteren Turniersieger Sowjetunion im Spiel um den dritten Platz gegen Indien durch einen 3:0-Erfolg – neben Milanow glänzte dabei Todor Diew als doppelter Torschütze – die Bronzemedaille holte.